# Симон, Жером
Жеро́м Симо́н (фр. Jérôme Simon; род. 5 декабря 1960, Труа) — французский шоссейный велогонщик, выступавший на профессиональном уровне в период 1982—1993 годов. Победитель этапа «Тур де Франс», победитель и призёр многих крупных гонок на шоссе в составе французских команд La Redoute-Motobécane, Peugeot-Shell-Michelin, Z, Gan.

## Биография
Жером Симон родился 5 декабря 1960 года в коммуне Труа департамента Об, Франция.
Впервые заявил о себе в велоспорте в 1979 году, выиграв любительскую гонку Prix de La Charité-sur-Loire и став вторым на Grand Prix de Villapourçon.
В 1980 году одержал победу на «Рут де Франс».
В 1981 году был вторым на Grand Prix de La Machine, третьим на Circuit des Ardennes и Grand Prix des Marbriers.
Начиная с 1982 года представлял профессиональную французскую команду La Redoute-Motobécane, в её составе финишировал третьим на Circuit de la Sarthe и восьмым на «Туре Романдии», впервые принял участие в супервеломногодневке «Тур де Франс».
Сезон 1986 года провёл в другой французской команде Peugeot-Shell-Michelin, в это время отметился победами в прологе «Тура Средиземноморья», в генеральной классификации «Тура Воклюза», в командной гонке с раздельным стартом на «Париж — Ницца», занял четвёртое место на «Гран-при де Канн».
В 1987 году перешёл в команду Z, стал вторым на Subida a Urkiola, пятым на «Туре Романдии».
Одну из самых значимых побед в своей спортивной биографии одержал в сезоне 1988 года, когда выиграл девятый этап «Тур де Франс» и был признан здесь самым агрессивным гонщиком. Кроме того, победил на «Гран-при де Канн», выиграл отдельные этапы «Рут-дю-Сюд» и Grand Prix du Midi libre.
В 1989 году выиграл Grand Prix du Midi libre, стал третьим на Trophée des grimpeurs, занял 18 место в генеральной классификации «Тур де Франс» — это лучший его результат на данных соревнованиях.
В 1990 году стал четвёртым на Grand Prix du Midi libre и седьмым на «Туре Романдии».
В 1991 году выиграл «Тур Арморики», был шестым на «Париж — Ницца» и девятым на «Туре Швейцарии».
В 1992 году помимо прочего занял четвёртое место на Grand Prix du Midi libre и седьмое место на «Париж — Ницца». В восьмой и последний раз стартовал на «Тур де Франс».
Сезон 1993 года провёл в команде Gan, с которой в первый и единственный раз в карьере принял участие в гранд-туре «Джиро д’Италия».
Впоследствии оставался действующим велогонщиком вплоть до 1995 года, но в последнее время выступал преимущественно в небольших любительских гонках.
Его братья Франсуа, Паскаль и Режис тоже стали достаточно известными профессиональными велогонщиками.